# Husnija Arapović
Husnija Arapović (Zenica, Estado Independiente de Croacia; 7 de agosto de 1944 – Zenica, Bosnia y Herzegovina; 25 de octubre de 2022) fue un futbolista y entrenador de fútbol de Bosnia y Herzegovina que jugaba en la posición de centrocampista y su último cargo fue de director deportivo del NK Čelik Zenica.

## Carrera

### Jugador
| Periodo   | Club                |
| --------- | ------------------- |
| 1958–1967 | NK Čelik Zenica     |
| 1967–1970 | FK Borac Banja Luka |
| 1970–1973 | FC St. Gallen       |
| 1973–1976 | FC Winterthur       |

### Entrenador
| Periodo   | Club            |
| --------- | --------------- |
| 1980–1984 | FC Schaffhausen |
| 1986–1987 | FK Rudar Kakanj |
| 1997      | Bosnia U-18     |
| 1997–2002 | Bosnia B        |
| 1998–1999 | NK Čelik Zenica |
| 2004      | NK Čelik Zenica |
| 2003–2005 | FK Velež Mostar |
| 2008      | FK Sarajevo     |
| 2011–2012 | NK Rudar Zenica |
| 2012      | NK Travnik      |
| 2013–2014 | NK Travnik      |
| 2014      | NK Vitez        |
| 2014–2015 | NK Travnik      |
| 2017      | NK Travnik      |

## Logros

### Jugador
Čelik Zenica
- Yugoslav Second League (1): 1965–66 (Oeste)

St. Gallen
- Nationalliga B (1): 1970–71